# الكسندر رمزي
الكسندر رمزي (بالإنجليزية: Alexander Ramsey)‏ (و. 1815 – 1903 م) هو سياسي من الولايات المتحدة الأمريكية ولد في هاريسبرج، بنسيلفانيا.
تولى منصب عضو مجلس الشيوخ الأمريكي.وهو عضو في حزب اليمين، والحزب الجمهوري. صاغ رمزي قرار يهدف إلى إطلاق سراح المستوطنين الأوروبيين الأمريكيين المحتجزين لدى الهنود خلال حرب داكوتا عام 1862، و «إبادة» أو طرد شعوب داكوتا «إلى ما وراء حدود الدولة». وقام بتنفيذ القرار العقيد هنري هاستينغز سيبلي وقائد الحدود تشارلز يوجين فلاندراو.

## التعليم
تعلم في كلية لافاييت.